# College football
Il college football è una versione di football americano giocato da squadre formate da atleti che sono studenti delle università, dei college e accademie militari statunitensi nonché di football canadese giocato da squadre di atleti che sono studenti delle università canadesi. La pratica del football americano nelle università è stato il primo motivo della diffusione e della codifica di questo sport e ancora oggi è, assieme al football giocato nella NFL, quello più popolare e seguito.

## Storia

### Rugby in Inghilterra e Canada
Il moderno football ha le sue origini in vari sport, tutti conosciuti come "calcio", giocati presso le scuole pubbliche in Inghilterra nella metà del XIX secolo. Dal 1840, gli studenti della scuola di rugby, presero a giocare raccogliendo la palla con le mani e correndo con essa, questo fu in seguito ribattezzato con il nome della città in cui si giocò per la prima volta, e venne in seguito esportato in Canada dai soldati britannici di stanza, e diffusosi poi nei college di tali paesi.
La prima documentata partita di football in nordamerica fu disputata allo University College, una scuola della Università di Toronto, il 9 novembre 1861. Uno dei giocatori della partita era (Sir) William Mulock, poi cancelliere della scuola. Poco dopo fu creata nella stessa scuola una squadra di football, anche se le regole, spesso diverse di luogo in luogo, non si conoscono.
Nel 1864, al Trinity College, anch'esso facente parte dell'Università di Toronto , F. Barlow Cumberland e Frederick A. Bethune stilarono regole basate sul rugby. Un punto fermo del football canadese si può considerare la gara giocata a Montréal, nel 1865, quando gli ufficiali dell'esercito britannico giocarono contro una selezione dei civili locali. Lo sport a poco a poco guadagnò un seguito, ed il Montreal Football Club fu costituito nel 1868, primo club non universitario di football in Canada .

### La prima gara di football americano
La prima partita interuniversitaria di football americano, giocata secondo le regole che sarebbero poi diventate quelle ufficiali del moderno football americano, si giocò tra Princeton e l'Università di Rutgers il 6 novembre 1869. Tuttavia, questo gioco era molto più simile al calcio di quello che successivamente sarebbe stato conosciuto come football americano, fu una sorta di punto di partenza per quello che sarebbe venuto dopo. Fu la prima stagione di college football e si completò con una sfida tra le medesime due università ma a campi invertiti. La terza gara tra le due squadre, inizialmente prevista, non fu mai disputata.
La prima partita che il pubblico moderno avrebbe più facilmente riconosciuto come football americano avvenne sei anni dopo quella prima partita e si giocò tra la Università di Harvard e la Università di Tufts, il 4 giugno 1875, mentre il primo gioco molto simile a quello conosciuto oggi fu nel 1874 tra Harvard e l'Università McGill. Harvard in quel periodo stava cercando di allontanarsi dal tipo di calcio che adottavano molte scuole, preferendo atenei con regole più simili alle loro: i capitani delle due scuole si accordarono su due gare, il 14 e 15 maggio, ognuna con regole di una delle due scuole.

### Il rugby influenza il football
Yale, insieme a Rutgers, Princeton e Columbia si riunirono il 20 ottobre 1873 presso il Fifth Avenue Hotel a New York per concordare una serie di norme che avrebbero permesso loro di giocare una forma di football che era caratterizzato da regole simili al calcio. In conseguenza di quanto detto sopra, Harvard rifiutò di aderire a questo gruppo, preferendo giocare una versione più ruvida del football chiamato "Boston game", in cui l'uso dei piedi per far avanzare la palla era la caratteristica più importante, l'uomo con la palla poteva essere placcato mentre altri colpi violenti erano vietati. Non vi era inoltre limite al numero di giocatori che usualmente oscillava tra i dieci ed i quindici.
La decisione di Harvard non aderire all'associazione Yale - Rutgers - Princeton - Columbia portò alla doppia sfida con la McGill: si convenne che le due partite sarebbero state giocate al Jarvis Field, il campo da baseball di Harvard a Cambridge, Massachusetts, il 14 e 15 maggio 1874. Harvard batté McGill con le regole "Boston Game" il Giovedì e bloccò McGill sul pareggio 0-0 il venerdì con le più stringenti regole dei canadesi. Gli studenti di Harvard apprezzarono molto queste ultime e le applicarono proficuamente quando in autunno andarono a vincere a Montreal per 3 "tentativi" (tries) a zero.
Harvard giocò poi con la Tufts il 4 giugno 1875, di nuovo al Jarvis Field. La partita fu vinta dalla Tufts 1-0 e un articolo su questa partita apparve nel quotidiano Boston Globe il giorno dopo: undici uomini contro undici, i giocatori potevano raccogliere la palla ovale con le mani e potevano essere fermati da placcaggi o "buttati a terra". Una fotografia della Tufts del 1875, nella College Football Hall of Fame a South Bend, commemora questa partita come la prima partita di football interuniversitario tra due istituzioni degli Stati Uniti.
Nel 1876 a Massasoit House di Springfield, Harvard riuscì a convincere Princeton e Columbia ad adottare un insieme di norme derivate dal rugby e di regole che utilizzava al momento la scuola stessa, formando così l'Intercollegiate Football Association (IFA). Yale inizialmente rifiutò di unirsi a questa associazione a causa di un disaccordo sul numero di giocatori ammessi in campo per ogni squadra, ma cedette nei suoi intenti ed entrò nell'associazione nel 1879 e Rutgers fu invitata alla riunione . Le regole che questi college concordarono erano essenzialmente quelle del rugby del tempo con l'eccezione che i punti assegnati per aver portato a termine un try, non dopo la successiva conversione, che divenne semplicemente un punto addizionale. Il rugby curiosamente seguì la medesima strada dieci anni dopo.

### Il rugby diventa football americano
Walter Camp, conosciuto come il "padre del football americano", fu colui il quale trasformò una sorta di versione americana del rugby in uno sport nuovo. Camp, che era un allenatore di rugby, studiò una nuova serie di regole per creare un gioco che fosse completamente diverso da quello con cui aveva avuto a che fare: prima e più importante fu lo scrimmage in cui la squadra che possiede la palla inizia un gioco da una condizione incontrastrata, a differenza dello scrum (mischia) rugbistico; la seconda fu l'introduzione dei quattro tentativi (down) per avanzare almeno 10 yards sul terreno. Camp fu anche il responsabile del fissaggio a undici giocatori per squadra e fu un divulgatore di questa versione, pubblicando numerosi articoli in riviste come Collier's Weekly e Harper's Weekly, oltre ad aver selezionato per primo la squadra poi detta College Football All-America.

### Organizzazione della NCAA
Una volta definito più chiaramente il quadro normativo, il college football aumentò in popolarità per il resto del XIX secolo, diventando però sempre più violento: tra il 1890 e il 1905, 330 atleti del college morirono come risultato diretto delle ferite riportate sul campo di gioco. Queste morti furono dovute alle mischie e ai tackle di gruppo ossia contrasti che caratterizzavano questa disciplina nei suoi primi anni. Nel 1906, il presidente Theodore Roosevelt incontrò i dirigenti di tredici atenei alla Casa Bianca per trovare soluzioni affinché rendere lo sport più sicuro per gli atleti; a seguito del disaccordo tra i funzionari universitari sul cambiamento delle regole, si decise successivamente, nello stesso anno, la organizzazione di un organo esterno responsabile di queste modifiche: fu pertanto costituita la Intercollegiate Athletic Association of the United States (IAAUS), che dall'iniziale interesse per il football si espanse fino alla gestione dell'intero settore sportivo intercollegiale degli Stati Uniti, divenendo quella che attualmente è la National Collegiate Athletic Association (NCAA) nel 1910.
Il comitato che doveva modificare le regole prese in considerazione l'allargamento del campo per "aprire" il gioco, ma l'Harvard Stadium ossia il primo stadio di football permanente di grandi dimensioni era stato costruito di recente con grandi spese e sarebbe stato reso inutile dalla nuova norma quindi il comitato volse lo sguardo altrove, approvando il passaggio di pallone in avanti da dietro la linea di scrimmage. Il primo passaggio in avanti fu di Bradbury Robinson il 5 settembre 1906, sotto coach Eddie Cochem, che sviluppò un precoce ma sofisticato sistema offensivo basato sul passaggio alla Saint Louis University. Un altro cambiamento vietò le giocate con assembramenti di giocatori in movimento, come il famigerato "Cuneo Volante" (flying wedge), che se correttamente eseguiti rischiavano di essere mortali per gli avversari che ne rimanevano travolti.
Anche dopo la nascita della National Football League (NFL) negli anni '20 del '900, il college football è rimasto estremamente popolare negli Stati Uniti, grazie al suo incentrarsi maggiormente sul talento individuale dei giocatori-studenti. Il largo seguito, che si esprime prevalentemente con la presenza dei tifosi in impianti a volte superiori ai 100.000 posti di capienza, permette ai programmi sportivi di autofinanziarsi. Agli atleti di college, a differenza di giocatori nella NFL, non è consentito ricevere emolumenti, ma solo indennizzi non monetari, come borse di studio che prevedono iscrizione, alloggio, diaria per il pasto e per l'acquisto dei libri. Questo fa del campionato NCAA di football il più seguito campionato dilettantistico degli Stati Uniti.

## Differenze tra regolamenti NCAA e NFL
Anche se le regole per la scuola superiore (high school football anche detto prep football), l'università e la NFL sono generalmente coerenti, ci sono molte differenze minori. Il comitato per le regole della NCAA determina le norme di gioco per Division I (sia Bowl e Championship Subdivision), Division II, Division III. La National Association of Intercollegiate Athletics (NAIA) è un'organizzazione indipendente, ma utilizza le regole NCAA.
- Un passaggio risulta completo se uno dei piedi del ricevitore è in campo al momento della ricezione. Nella NFL entrambi i piedi devono essere in campo.
- Un giocatore è considerato down (quindi l'azione è terminata) quando qualsiasi parte del suo corpo, oltre alle mani o piedi tocca il suolo o quando il portatore di palla è placcato o altrimenti cade e perde il possesso della palla, come entra in contatto a terra con qualsiasi parte del suo corpo, con la sola eccezione dell'holder, ovvero il giocatore che tiene ferma la palla nei tentativi di field goal e di conversione. Nella NFL un giocatore è attivo finché non viene placcato o costretto a terra da un membro della squadra avversaria (down by contact).
- L'orologio si ferma dopo che l'attacco ha completato un primo down e ricomincia - ammesso che segua un gioco in cui l'orologio non sarebbe normalmente stato fermato - una volta che l'arbitro dichiara che la palla è pronta per essere giocata. Nella NFL l'orologio non si ferma in modo esplicito per un primo down.
- L'overtime è stato introdotto nel 1996 , eliminando i pareggi. Quando una gara va all'overtime, non viene tenuto più il tempo, ad ogni squadra è dato un possesso a partire dalle 25 yard avversarie con l'unica restrizione di iniziare la giocata entro 40'. Il team che è in testa come punteggio dopo questi due tentativi è il vincitore, altrimenti si effettua un ulteriore overtime e così via. A partire dal terzo overtime è obbligatorio il tentativo di trasformazione da due punti. Nell'overtime NFL, attivo dal 1974, si gioca un tempo da 15 minuti con le regole di una normale gara, e si applica la sudden death: la squadra che segna per prima un touchdown è la vincitrice, mentre la segnatura di un field goal dà diritto alla squadra avversaria ad un ulteriore drive per tentare a sua volta di segnare.
- I tentativi di punto addizionale sono tentati dalla linea delle tre yard. La NFL utilizza la linea delle due yard. Il tentativo di conversione da due punti è stato accettato dalla NFL solo nella stagione 1994.
- La squadra in difesa può segnare due punti bloccando e riportando in touchdown un tentativo di conversione. Inoltre se la difesa recupera palla ma il giocatore viene placcato dentro la endzone, la squadra attaccante guadagna un punto. In NFL non c'è possibilità per la squadra difendente di segnare in situazione di tentativo di conversione. In NFL dal 2015 la squadra di difesa può ritornare il tentativo di conversione guadagnando 2 punti.
- Il timeout automatico (two minutes warning) a due minuti dalla fine del tempo non è in uso nel college football.
- Vi è una diversa gestione degli instant replay e gli allenatori hanno un'unica possibilità di richiedere la revisione di un'azione (challenge) a differenza della NFL in cui ne hanno due più un terzo nel caso uno dei due precedenti abbia modificato la chiamata arbitrale.
- A partire dalla stagione 2012, la palla è posta sulla linea delle 25 yard a seguito di un touchback su un calcio d'inizio . A tutti gli altri livelli di football, oltre a tutte le altre situazioni Touchback sotto l'egida NCAA , la palla è posizionata sulle 20 yard.
- Tra le altre modifiche alle regole del 2007, i calci d'inizio erano stati spostati dalla linea delle 35 yard indietro di cinque alla linea delle 30 yard, seguendo un cambiamento che la NFL aveva fatto nel 1994. Alcuni allenatori e funzionari si sono interrogati su questo cambiamento delle regole in quanto potrebbe portare ad altre lesioni ai giocatori, ma anche a maggiori possibilità di guadagno sui kick return, sicuramente si sono ridotti i tempi morti di gioco. La NFL ha abolito la regola nel 2011; il college football nel 2012 .
- Diverse modifiche sono state apportate alle regole di college nel 2011, i quali differiscono dalla NFL:
  - se un giocatore commette comportamento antisportivo per azioni che si verificano nel corso di un'azione che termina con un touchdown da parte della sua squadra, ma temporalmente prima della segnatura, il touchdown viene annullato. Nella NFL, lo stesso fallo comporterebbe una penale sul tentativo di conversione o conseguente calcio d'inizio, a scelta della squadra che ha subito il comportamento.
  - Se una squadra viene punita nel minuto finale prima della fine di ogni tempo e la sanzione provoca lo stop del cronometro, la squadra avversaria ha il diritto di sottrarre 10 secondi al tempo rimanente in aggiunta alla pena in yard. La NFL ha una regola simile nel minuto finale del tempo, ma si applica solo ai specifiche violazioni contro la squadra in attacco. La nuova regola NCAA riguardano sanzioni su entrambi i lati della palla, sia attacco che difesa.
- Giocatori sullo scrimmage fuori dal tackle box, più specificamente, quelli lontani più di 7 yard dal giocatore del centro - possono bloccare sotto la cintura solo se stanno bloccando dritto o verso la linea laterale più vicina .
- Sui calci piazzati, nessun uomo di linea offensivo può essere trattenuto da più di due giocatori difensivi. Tale violazione causa una penalità di 5 yard.

## Organizzazione
Squadre di college prevalentemente giocano contro altre scuole di dimensioni simili attraverso il sistema di divisione della NCAA. La Division I consiste generalmente di scuole con programmi sportivi molto forti, e con bilanci più grandi, strutture più complesse, e più borse di studio per studenti-atleti. La Division II è costituita principalmente da istituzioni pubbliche e private più piccole che offrono meno borse di studio rispetto a quelli in Division I. La Division III prevede che le scuole partecipanti non abbiano a disposizione borse di studio per studenti-atleti.
Squadre di football della Division I sono ulteriormente divisi in Bowl Subdivision (composto dai più grandi programmi) e Championship Subdivision. La Bowl Subdivision non dispone di un torneo organizzato per determinare il suo campione, ma adotta un complesso sistema di post-season bowl: gare formalmente ad invito tra i migliori college del paese.
Le squadre di ciascuna di queste quattro divisioni sono ulteriormente suddivise in varie Conference regionali.

## Titolo Nazionale
- Campionato universitario statunitense NCAA di football americano - Division I FBS - Panoramica dei sistemi che hanno permesso di determinare il campione nazionale di college football dal 1869 ad oggi.
  - College Football Playoff - Playoff implementato per la prima volta nella stagione 2014. Coinvolte 4 squadre dal 2014 al 2023; 12 squadre a partire dal 2024.
  - Bowl Championship Series - Sistema di assegnazione del titolo nazionale per il periodo 1998-2013; preceduto dalla Bowl Alliance (1995-1997) e dalla Bowl Coalition (1992-1994).
- Campionato universitario statunitense NCAA di football americano - Division I FCS: sistema a playoff per determinare il campione nazionale del secondo livello di college football statunitense, la Division I FCS, in vigore dal 1978.
- Campionato universitario statunitense NCAA di football americano - Division II: sistema a playoff per determinare il campione nazionale del terzo livello di college football statunitense, in vigore dal 1973.
- Campionato universitario statunitense NCAA di football americano - Division III: sistema a playoff per determinare il campione nazionale del quarto livello di college football statunitense, in vigore dal 1973.
- Campionato universitario statunitense NAIA di football americano: sistema a playoff per determinare il campione nazionale della National Association of Intercollegiate Athletics.
- Campionato universitario statunitense NJCAA di football americano: sistema a playoff per determinare il campione nazionale della National Junior College Athletic Association.

## Premi
- Heisman Trophy
- Maxwell Award
- Walter Camp Award
- Outland Trophy
- Associated Press Player of the Year
- Johnny Rodgers Award
- Fred Biletnikoff Award
- Lou Groza Award
- Lombardi Award

- Bronko Nagurski Trophy
- Dick Butkus Award
- Jim Thorpe Award
- Doak Walker Award
- Campbell Trophy
- Johnny Unitas Golden Arm Award
- Home Depot Award
- Ray Guy Award